# Nicola Rossi
Nicola Rossi (Andria, 9 dicembre 1951) è un politico ed economista italiano.

## Biografia
Laureato con lode in giurisprudenza nel 1975 con una tesi in Scienza delle Finanze con il professor Cesare Cosciani, studia prima al Master of Science e quindi il dottorato alla London School of Economics and Political Science nel 1984. Dapprima ricercatore presso l'Ufficio Studi di Banca d'Italia, è docente a contratto presso l'Università Luiss Guido Carli e diventa professore ordinario di Econometria presso l'Università degli Studi di Modena e Reggio Emilia e infine di Economia presso l'Università degli studi di Roma "Tor Vergata". È stato presidente e poi consigliere di amministrazione dell'Istituto Bruno Leoni, quindi membro del Comitato Direttivo di Italia Futura e del comitato scientifico della Fondazione Italia USA. Ha anche lavorato al Fondo Monetario Internazionale presso il Dipartimento affari Fiscali. Attualmente, è anche membro del Comitato Scientifico della Adam Smith Society.
Il 30 aprile 2016 ha assunto la presidenza del Consiglio di sorveglianza della Banca Popolare di Milano, risultando eletto dall'assemblea dei soci tenutasi il medesimo giorno.

## Carriera politica
Dapprima componente del Consiglio Tecnico-Scientifico presso il Ministero del tesoro, fa parte del Consiglio degli Esperti Economici presso la Presidenza del Consiglio dei ministri nel 1997 e consigliere economico del Presidente del Consiglio durante il Governo D'Alema I e Governo D'Alema II. Nel 2001 è stato eletto alla Camera dei deputati nel collegio maggioritario di Barletta, in Puglia, in rappresentanza della coalizione di centro-sinistra con il 43,3% superando il 40,1% ottenuto dal candidato della Casa delle Libertà, Savino Sguera, capogruppo consiliare di Forza Italia del Comune di Barletta. Nella XIV Legislatura è stato membro della Commissione Finanze e segretario del gruppo DS della Camera.
Nel 2006 viene rieletto deputato per la lista dell'Ulivo nella circoscrizione XXI Puglia, ed è membro della V Commissione Bilancio, Tesoro e Programmazione.
Nel 2007 entra in polemica con il suo partito, i Democratici di Sinistra, in merito alla gestione della fase costituente del Partito Democratico. Tuttavia, dopo un abbandono iniziale, Rossi ha aderito al progetto del PD partecipando in prima persona alle elezioni primarie come candidato all'assemblea costituente nella lista "Democratici per Veltroni" per il collegio Roma - Appio Latino.
Nel 2008 è eletto senatore del Partito Democratico.
Il 1º febbraio 2011 ha presentato una lettera di dimissioni da palazzo Madama. La decisione è stata motivata da "motivi personali". Tuttavia l'aula del Senato ha respinto le dimissioni con 183 voti contro, 52 a favore e 8 astensioni. A votare contro le dimissioni dell'economista Pd, Pdl, Lega, Fli, Udc e Api.
Il 14 aprile 2011 lascia il Partito Democratico e passa al gruppo misto.
Terminata l'attività parlamentare è tornato all'insegnamento universitario.

## Scritti
- Mediterraneo del nord: un'altra idea del Mezzogiorno, (in collaborazione con Chiara Amadei e Vincenzo Atella), Laterza, Roma-Bari 2006, Premio Nazionale Rhegium Julii per gli Studi Meridionalistici 2007[5]
- Ipotesi per una politica economica prossima ventura, in:  Giovanni Matteoli (a cura di), Le riforme dei riformisti, introduzione di Enrico Morando e Michele Salvati, Roma, Edizioni Riformiste, 2005, SBN TO01395655.
- Rossi N., "Guida alla lettura", in N. Rossi (a cura di), Competizione e giustizia sociale, 1994- 1995. Terzo rapporto CNEL sulla distribuzione e sulla redistribuzione del reddito. (Bologna: Il Mulino, 1996), 17-46.[1]
- Peracchi N. e N. Rossi, "Nonostante tutto, è una riforma", in F. Galimberti, F. Giavazzi, A. Penati e G. Tabellini (a cura di), Le nuove frontiere della politica economica: 1996 (Milano, Il Sole 24 Ore, 1996), 63-155.[1]